# Pârâul lui Mânjină
Pârâul lui Mânjină este un afluent al râului Bângăleasa. 

## Hărți
- Harta județului Brașov